# یارکو ایمونن
یارکو ایمونن (انگلیسی: Jarkko Immonen؛ زادهٔ ۱۹ آوریل ۱۹۸۲) بازیکن هاکی روی یخ اهل فنلاند است.
از باشگاه‌هایی که در آن بازی کرده‌است می‌توان به نیویورک رنجرز اشاره کرد.